# La comedia de las equivocaciones

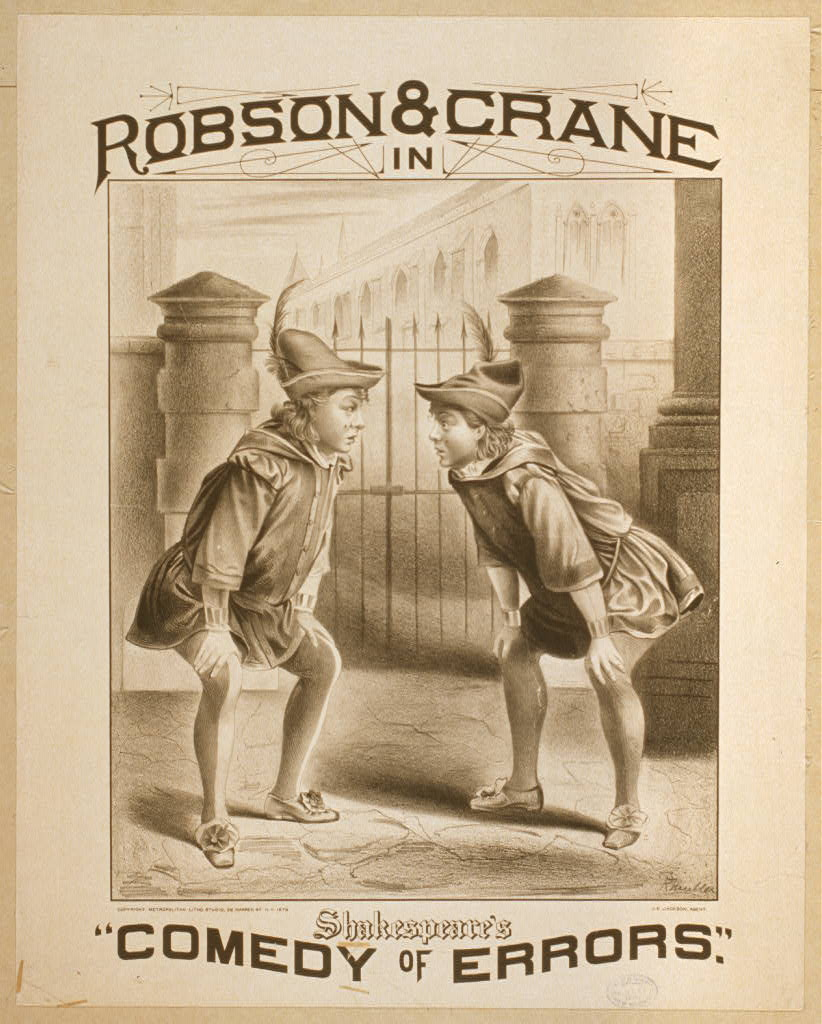
Cartel para una presentación, en 1879, en un teatro de Broadway, de La comedia de las equivocaciones, con la actuación de Stuart Robson y William Henry Crane.

La comedia de las equivocaciones (The Comedy of Errors) es una comedia de William Shakespeare, escrita entre 1591 y 1592. Está basada en Menaechmi, de Plauto, y, exceptuando poemas y sonetos, es la obra más corta del autor.

## Personajes principales
- Antífolo de Éfeso y Antífolo de Siracusa, mercaderes, hermanos gemelos que han vivido separados y que no se conocen.
- Dromio de Éfeso y Dromio de Siracusa, hermanos gemelos, cada uno trabaja como criado de cada uno de los Antífolos; tampoco se conocen.
- Egeonte o Egeon, padre de los Antífolos, aunque ha vivido siempre con Antífolo de Siracusa y cree perdido a Antífolo de Éfeso desde que este era niño.
- Emilia, mujer de Egeonte y madre de los Antífolos; hace años que está desaparecida, alejada de todos.
- Adriana, mujer de Antífolo de Éfeso.
- Luciana, hermana de Adriana.
- Solino, duque de Éfeso.
- Nell, cocinera de Adriana.

## Sinopsis

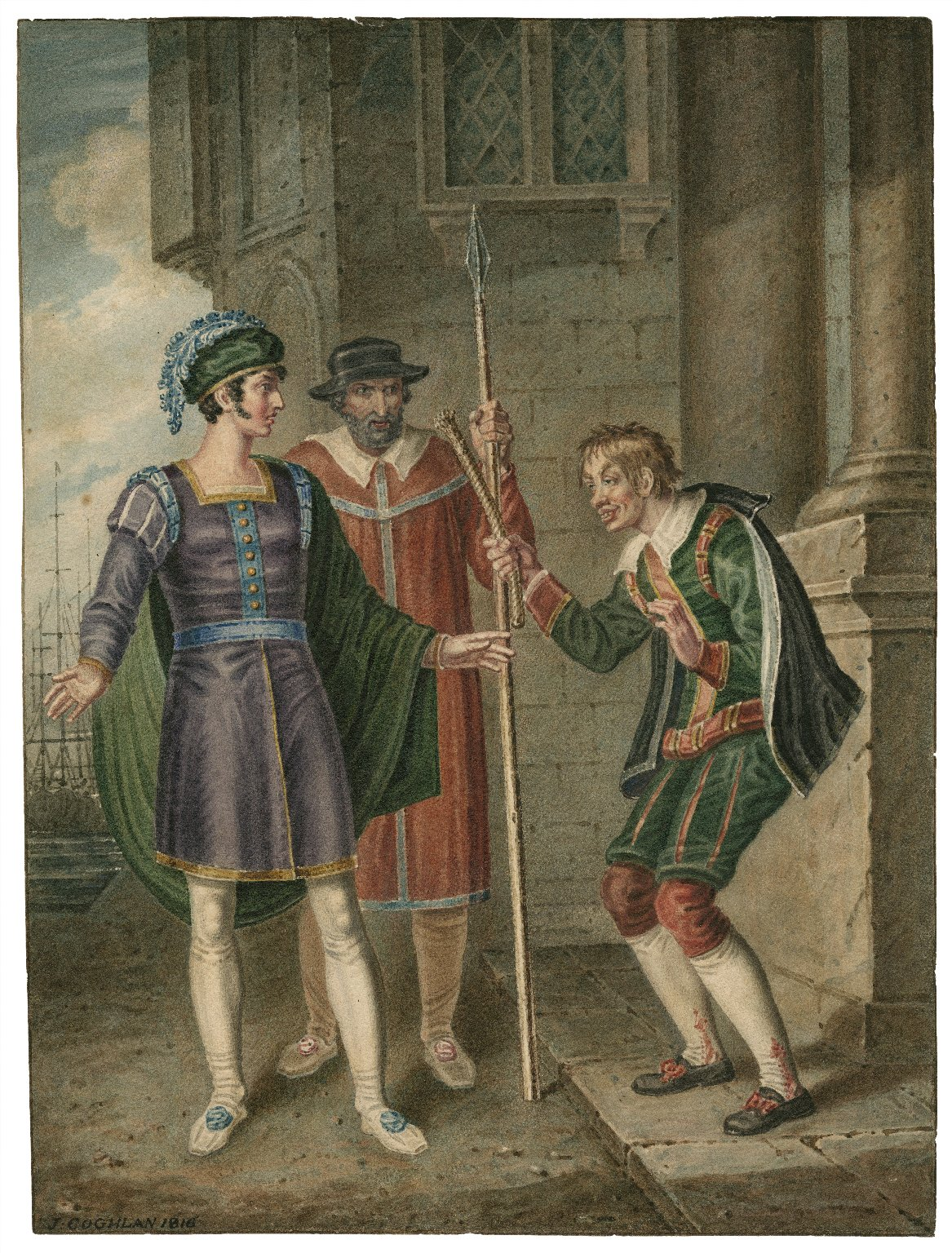
The Comedy of Errors, acuarela del acto IV: Antífolo de Éfeso, un oficial, y Dromio de Éfeso,1816.

Egeon y Emilia tuvieron gemelos, y ese mismo día Egeon compró otros dos gemelos recién nacidos a una familia humilde para que cada uno de sus hijos tuviese un sirviente. En un viaje, un naufragio los separa, y desde entonces Egeon permanece con uno de sus hijos y uno de los futuros criados, por un lado, y Emilia con los otros dos. El resto de la familia terminará en Éfeso. Después de varios años sin contacto, Antífolo y Dromio de Siracusa deciden salir a recorrer el mundo en busca de su hermano Antífolo y de su madre Emilia, y entre los muchos lugares que visitan, llegan a Éfeso. Poco después de que desembarcan, comienzan a ser confundidos con Antífolo y Dromio de Éfeso tanto por la población de la ciudad como por su mujer y cuñada e incluso entre ellos mismos cuando coinciden un Antífolo de una ciudad con un Dromio de la otra. 